# Małżeństwo osób tej samej płci w Rhode Island
Małżeństwa osób tej samej płci są legalne w stanie Rhode Island od 1 sierpnia 2013 roku. Od maja 2012 stan uznaje takie małżeństwa zawarte poza jego granicami.

## Historia
- 17 maja 2004: stanowy prokurator generalny Patrick C. Lynch wydał opinię, w której stwierdził, że stan Rhode Island będzie uznawał homoseksualne małżeństwa zawarte poza granicami stanu jako legalne małżeństwa ze wszystkimi skutkami prawnymi przewidzianymi dla małżeństw różnopłciowych.
- 29 września 2006: sędzia sądu okręgowego w stanie Massachusetts uznał, że para tej samej płci mieszkająca w Rhode Island może zawrzeć związek małżeński w Massachusetts. Orzeczenie było odpowiedzią na prawo stanowe z 1913 roku, przewidujące, że para nie może zawrzeć związku małżeńskiego, jeśli nie byłoby ono zgodne z prawem stanu pochodzenia. Jednocześnie orzeczenie to nie miało mocy obowiązującej poza granicami Massachusetts, dodatkowo minister sprawiedliwości Rhode Island wypowiedział się, że małżeństwo to nie zostanie rozpoznane w stanie Rhode Island[1].
- 20 lutego 2007: prokurarator generalny Patrick Lynch ponownie wydał opinię, w której stwierdził, że małżeństwa zawarte w Massachusetts będą mieć moc prawną w Rhode Island[2][3][4].
- 7 grudnia 2007: Sąd Najwyższy Stanu Rhode Island orzekł, że sąd rodzinny nie ma jurysydkcji by orzekać w sprawie rozwodowej pary jednopłciowej, która zawarła związek małżeński w Massachusetts. Chambers v. Ormiston, 935 A.2d 956 (R.I. 2007).
- 29 stycznia 2009: senatorzy Perry, Sosnowski, Pichardo, Miller oraz C. Levesque przedstawili projekt ustawy legalizującej małżeństwa osób tej samej płci.
- 14 maja 2012: Gubernator Lincoln Chafee wydał rozporządzenie nakazujące stanowym instytucjom uznawanie małżeństw jednopłciowych zawartych poza granicami stanu.[5][6]

## Opinia publiczna
Badanie przeprowadzone w maju 2009 r. przez Uniwersytet Browna wykazało, że 60% mieszkańców Rhode Island popiera legalizację małżeństw osób tej samej płci, podczas gdy 31% jest jej przeciwna.